# Francisco Ferrari
Francisco Ferrari (Argentina, 15 de octubre de 1927 - Valencia, Venezuela, 13 de diciembre de 2011) fue un actor argentino. Trabajó en teatro, cine y televisión. Desarrolló gran parte de su carrera en Venezuela, donde actuó en diversas telenovelas producidas por RCTV, CVTV y Venevisión. Estuvo también en la radio como actor, productor y director de varias series radiofónicas.
Nació en el barrio porteño de Belgrano en 1927. Sus padres eran ambos artistas. Su padre había trabajado en radioteatro en la década de los 20. En 1941 hace su primer papel en teatro en Los muchachos del ayer, y en 1947 es vetado de la escena teatral porteña tras negarse a saludar al diputado José P. Tamborini, exministro del interior que utilizó sus contactos para vetar de la escena porteña a Ferrari so pena de clausurar los teatros dónde actuase. Tras la derrota electoral de ese año Tamborini se retiró de la vida política y Ferrari pudo actuar libremente sin presiones.
Luego se trasladó a Venezuela en el año 1953, con motivo del inicio de actividades de Radio Caracas Televisión tras un acuerdo de cooperación entre Argentina y Venezuela. Un año después volvió a Buenos Aires. En octubre de 1955 Ferrari junto a su amigo y paisano, el actor Dante Carlos, dada la llegada de una dictadura en Argentina se exilian en Venezuela, estableciendo su vivienda en Caracas, Ferrari no volvería a su país natal hasta 1974. En Venezuela rápidamente alcanzaría el estrellato con papeles estelares en cine y como galán de telenovelas.

## Filmografía
Fuente:

### Cine
- 1964. Acosada .... Ernesto Miranda
- 1975. El poder negro (Black power)
- 1984. La muerte insiste .... Eladio Chirinos
- 1985. El atentado
- 1986. Manón .... Padre de Roberto
- 1986. Seguro está el infierno .... Leonardo

### Televisión

#### Telenovelas
- 1961. Cinco destinos (RCTV)
- 1964. El dolor de un recuerdo (CVTV)
- 1964. Amor sin fronteras (CVTV)
- 1966. La gata (CVTV)
- 1969. Pablo y Alicia (CVTV)
- 1970. Cristina (RCTV) .... Nicolás
- 1972. Alma Rosa (CVTV)
- 1972. Volver a vivir (CVTV)
- 1973. Peregrina (Venevisión) .... Adolfo Zamora
- 1973. La otra (Venevisión) .... Anselmo Duval
- 1973. Una muchacha llamada Milagros (Venevisión) .... Francisco
- 1974. Isla de brujas (Venevisión)
- 1974. Marianela (Venevisión)
- 1974. La piedad peligrosa (CVTV)
- 1974. Ojo por ojo (CVTV)
- 1975. Tormenta (VTV)
- 1976. El regreso (VTV) .... Coronel Linares
- 1977. Stella (VTV)
- 1983. Virginia (Venevisión) ... Leandro
- 1984. Julia (Venevisión) .... Herman Hoffman
- 1984. Diana Carolina (Venevisión).... Julián Guzmán
- 1984. El ángel del barrio (Venevisión)
- 1985. Las amazonas (Venevisión) .... Manuel Larrazábal
- 1986. Esa muchacha de ojos café (Venevisión) .... Pelayo
- 1986. Enamorada (Venevisión) .... Ramiro Fernández
- 1986. Los Donatti (Venevisión)
- 1987. Inmensamente tuya (Venevisión) .... Rodrigo Céspedes
- 1988. Sueño contigo (Venevisión) .... Héctor
- 1988. Siempre hay un mañana (Venevisión)
- 1989. Fabiola (Venevisión)
- 1989. Paraíso (Venevisión) .... Nicodemo Fortunato
- 1989. La revancha (Venevisión) .... José Ramón Alvarado
- 1990. Pasionaria (Venevisión) .... Jesús Francisco Urdaneta
- 1991. La mujer prohibida (Venevisión) .... Jesús Rivas
- 1992. Por amarte tanto (Venevisión) .... Piero Grisanti
- 1993. Amor de papel (Venevisión)
- 1994. Peligrosa (Venevisión) .... Rigoberto
- 1996. Sol de tentación (Venevisión) .... Francisco
- 1997. Todo por tu amor (Venevisión)
- 1998. El país de las mujeres (Venevisión) .... Abogado
- 1998. Samantha (Venevisión) .... Dr. Arturo Hidalgo
- 1999. Toda mujer (Venevisión) .... Julio César Armas
- 2000. Hechizo de amor (Venevisión) .... Dr. Germán Duque
- 2000. Amantes de luna llena (Venevisión) .... Hipólito Linares
- 2002. Mambo y canela (Venevisión)
- 2004. Sabor a ti (Venevisión) .... Padre Agustín
- 2006. Se solicita príncipe azul (Venevisión) .... Juez

#### Telefilmes
- 1990. José Gregorio Hernández, el siervo de Dios (Venevisión) .... Arzobispo de Caracas Juan Bautista Castro
- 1996. Nuesta señora de Coromoto (Venevisión)